# ۲۶ فروردین
۲۶ فروردین بیست و ششمین روز از سال در گاه‌شماری خورشیدی است. به پایان سال ۳۳۹ روز (۳۴۰ روز در سال کبیسه) مانده‌است.

## رویدادها
- ۱۳۶۳ - برگزاری انتخابات دوره دوم مجلس شورای اسلامی
- ۱۳۸۴ - آغاز ناآرامی‌های ۱۳۸۴ اهواز
- ۱۳۸۶ - رسانه‌های ایران به نقل از دادستان ماهشهر گزارش کردند که دست و پای یک زندانی که همدست یک سارق مسلح اعدام شده در این شهر بود، قطع شده‌ است
- ۱۳۸۷ - حادثه ۲۶ فروردین ۱۳۸۷ فروند سوخو-۲۴ نهاجا
- ۱۳۹۰ - آغاز اعتراضات ۱۳۹۰ خوزستان
- ۱۳۹۱ - رسوایی جنسی دیپلمات جمهوری اسلامی در برزیل
- ۱۴۰۰ - کشته شدن دو شهروند ایرانی توسط مرزبانی ترکیه

## زادروزها
- ۱۳۰۴ - محمدعلی ورشوچی، بازیگر
- ۱۳۰۹ - محمدعلی کشاورز، بازیگر
- ۱۳۳۳ - اسماعیل سلطانیان، بازیگر
- ۱۳۵۴ - محسن تنابنده، بازیگر

## درگذشتگان
- ۱۳۸۴ - علی زاهدی، بازیگر
- ۱۳۸۸ - فرح‌بخش ستودی نمین، مورخ
- ۱۳۹۰ - بیژن پاکزاد، بنیان‌گذار کمپانی بیژن
- ۱۳۹۱ - امان منطقی، کارگردان
- ۱۳۹۶ - عارف لرستانی، بازیگر